# (25800) Glukhovsky
(25800) Glukhovsky (2000 CG83) – planetoida z pasa głównego asteroid okrążająca Słońce w ciągu 7,95 lat w średniej odległości 3,98 j.a. Odkryta 4 lutego 2000 roku.